# Brunfelsia plowmaniana
Brunfelsia plowmaniana ist eine Pflanzenart aus der Familie der Nachtschattengewächse (Solanaceae), die in den Nebelwäldern der bolivianischen und argentinischen Anden beheimatet ist. Sie wurde 2012 auf Grundlage von DNA barcoding von Vertretern der Gattung Brunfelsia erstbeschrieben. Exemplare, die zu dieser neuen Art gehören, wurden vorher in eine polymorphe Art Brunfelsia uniflora eingeordnet, die eine molekularbiologische phylogenetische Untersuchungen als polyphyletisch offenbart hat.

## Beschreibung
Die Sträucher oder kleinen Bäume besitzen meist einen einzelnen Stamm, der an der Basis einen Durchmesser von bis zu 14 Zentimetern erreichen kann. Sie verzweigen nur oberhalb der Basis und werden typischerweise 1 bis 4 und manchmal bis zu 10 Meter hoch. Die Borke pellt sich ab oder flockt, ist hellgrau oder gelb-braun. Die Äste mit neuen Zweigen sind dicht mit bis zu 0,3 Millimeter langen Haaren bedeckt, an älteren Ästen ist jedoch eine glatte und unbehaarte Borke zu finden. Die Länge der Internodien reicht von 4 bis 12 Millimetern.
Die glänzenden und dunkelgrünen Laubblätter sind entlang der Zweige verstreut und oftmals ebenfalls mit Haaren bedeckt, vor allem an den jüngeren Zweigen. Sie sind in Größe und Form variabel, sind aber meist oberhalb der Mitte am breitesten und besitzen eine relativ plötzlich verjüngte Spitze, ähnlich vielen Myrtengewächsen (Myrtaceae). Der erhabene und etwas knorpelige Ring im Kronschlund erinnert etwas an die Arten der Gattung Prestonia (Apocynaceae) aus der gleichen Region. Dies spiegelt eventuell eine Anpassung an das Futtersuchverhalten von Bestäubern wider. Über die Bestäuber ist nichts direkt bekannt, aber die beschriebenen Blütenmerkmale sind gemein mit anderen südamerikanischen Brunfelsia-Arten, für die eine Bestäubung durch Schmetterlinge beobachtet wurde. Die Stomata sind paracytisch.
Die Blüte steht einzeln, endständig und ist oftmals nickend, während des Tages ist sie duftend. Sowohl Kelchblätter als auch Kronblätter sind teilweise verwachsen, letztere sind violett gefärbt, wobei die Farbe im Alter verblasst, wie es bei den südamerikanischen Brunfelsia-Arten häufig ist. Die vier Staubblätter sind mit der Krone verwachsen. Der Fruchtknoten ist zweikammerig und synkarp. Die Frucht ist umgekehrt eiförmig, lederig, kapselförmig und erreicht etwa 1 Zentimeter im Durchmesser. Sie ist wahrscheinlich grün und könnte bei Reife eventuell dunkel purpurn oder schwarz werden. Sie enthalten etwa neun eiförmige Samen, die etwa 6 Millimeter lang werden. Es gibt keine Beobachtungen von voll ausgereiften Früchten oder von den Verbreitungsmechanismen der Samen. Herbarbelege mit reifen oder fast reifen Früchten zeigen diese immer sauber von der Spitze auf etwa 1/3 der Länge in zwei gleiche Klappen.

## Namensgebung
Die Art wurde zu Ehren des amerikanischen Botaniker  Timothy Plowman (1944–1989) benannt. Er arbeitete an neotropischen Pflanzen von ethnobotanischer Bedeutung und erarbeitete die ersten umfassenden taxonomischen Abhandlungen zur Gattung Brunfelsia.

## Molekularbiologische Diagnose
Die neue Art unterscheidet sich von allen anderen Arten der Gattung Brunfelsia an verschiedenen Nukleotid-Positionen des Plastid-ndhF-Genes sowie in der nuklearen Internal Transcribed Spacer Region.

## Verbreitung

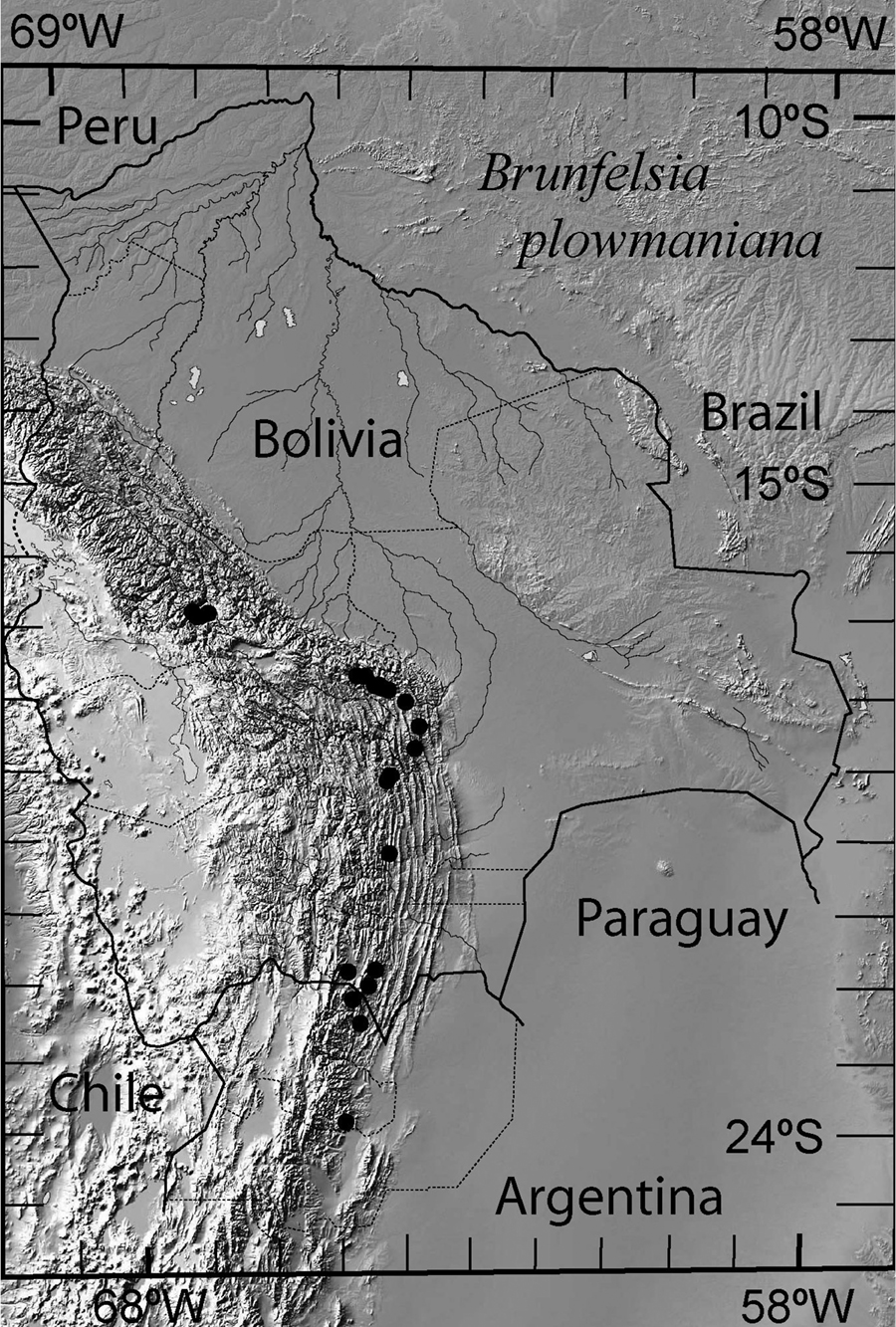
Verbreitungskarte von Brunfelsia plowmaniana.

Brunfelsia plowmaniana ist aus feuchten Wäldern der Provinzen Salta and Jujuy im Nordwesten Argentiniens und aus den Departements Santa Cruz, Cochabamba und La Paz (Provinz Inquisivi) in Bolivien bekannt. Sie wächst in Höhenlagen von 1500 bis 3200 Metern an den überwiegend von Nord nach Süd verlaufenden Bergrücken, unterteilt von trockenen bis ariden Buschwerk in den dazwischenliegenden Tälern. Vermutlich ist sie im südlichen Teil des Verbreitungsgebietes eher in den unteren, im Norden eher in den höheren Höhenlagen zu finden. Die Art wurde noch nie in den benachbarten Provinzen Sud Yungas, Nor Yungas und Larecaja im relativ gut erforschten mittleren und nördlichen Teil des Departamento La Paz gesammelt.

## Standorte
Brunfelsia plowmaniana kommt ausschließlich in den feuchten oder Nebelwäldern der Anden vor und teilt ihr Habitat mit Farnen wie Dicksonia sellowiana sowie mit Vertretern der Familien der Steineibengewächse (Podocarpaceae), Birkengewächse (Betulaceae), Cunoniaceae, Myrtengewächse (Myrtaceae), Scheinellergewächse (Clethraceae) und  Geißblattgewächse (Caprifoliaceae) und vielen anderen Nachtschattengewächsen. Etwa ein von drei Exemplaren von Brunfelsia plowmaniana ist eng mit epiphytischen Flechten, Moosen und Lebermoosen vergesellschaftet, worin sich die Eigenheiten des Nebelwald-Habitats widerspiegeln.

## Gefährdungsstatus
Die Art ist oftmals an stark beweideten unteren Grenzen des Nebelwaldes zu finden, wo Beweidung, Abholzung und Feuer die lokalen Populationen bedrohen. Obwohl das Verbreitungsgebiet schmal ist, erstreckt es sich über 800 Kilometer und viele Populationen befinden sich in ungestörten oder geschützten Gebieten.

## Nachweise

### Hauptquellen
- Natalia Filipowicz, Michael H. Nee, Susanne S. Renner: Description and molecular diagnosis of a new species of Brunfelsia (Solanaceae) from the Bolivian and Argentinean Andes. In: PhytoKeys, Band 10, Ausgabe 83, 2012. doi:10.3897/phytokeys.10.2558